# Pandemia de COVID-19 en Tailandia
La pandemia de COVID-19 en Tailandia es parte de la pandemia mundial de la enfermedad por coronavirus 2019 (COVID-19) causada por el síndrome respiratorio agudo severo coronavirus 2 (SARS-CoV-2). El primer caso conocido del virus llegó el 8 de enero de 2020 y se confirmó que llegó a Tailandia el 13 de enero, cuando el país hizo la primera confirmación de un caso fuera de China. La primera transmisión local reportada se confirmó el 31 de enero.
Hasta el 3 de febrero, se contabiliza la cifra de 2,934,544 casos confirmados, 23, 021 fallecidos y 2,542,145 recuperados del virus.

## Antecedentes
El 12 de enero de 2020, la Organización Mundial de la Salud (OMS) confirmó que un nuevo coronavirus fue la causa de una enfermedad respiratoria en un grupo de personas en la ciudad de Wuhan, provincia de Hubei, China, que se informó a la OMS el 31 de diciembre de 2019. La tasa de letalidad por COVID-19 ha sido mucho más baja que el SARS de 2003, pero la transmisión ha sido significativamente mayor, con un número total de muertes significativas.

## Estadísticas

### Casos por provincias
| Chiang Mai               | 69 567    | 414    |
| Chiang Rai               | 11 378    | 217    |
| Kamphaeng Phet           | 26 023    | 236    |
| Lampang                  | 13 655    | 122    |
| Lamphun                  | 5804      | 38     |
| Mae Hong Son             | 6025      | 79     |
| Nakhon Sawan             | 42 398    | 365    |
| Nan                      | 15 332    | 38     |
| Phayao                   | 8886      | 67     |
| Phetchabun               | 25 267    | 183    |
| Phichit                  | 11 367    | 129    |
| Phitsanulok              | 30 246    | 166    |
| Phrae                    | 11 382    | 75     |
| Sukhothai                | 22 394    | 196    |
| Tak                      | 38 202    | 441    |
| Uthai Thani              | 14 172    | 109    |
| Uttaradit                | 12 709    | 125    |
| Amnat Charoen            | 10 830    | 65     |
| Buri Ram                 | 66 930    | 175    |
| Chaiyaphum               | 32 592    | 184    |
| Kalasin                  | 34 588    | 226    |
| Khon Kaen                | 82 913    | 230    |
| Loei                     | 21 853    | 159    |
| Maha Sarakham            | 39 471    | 140    |
| Mukdahan                 | 9425      | 58     |
| Nakhon Phanom            | 18 953    | 86     |
| Nakhon Ratchasima        | 83 116    | 584    |
| Nongbua Lamphu           | 15 992    | 94     |
| Nong Khai                | 27 764    | 95     |
| Roi Et                   | 55 609    | 337    |
| Sakon Nakhon             | 28 929    | 166    |
| Provincia de Sisaket     | 50 593    | 299    |
| Surin                    | 51 356    | 178    |
| Ubon Ratchathani         | 63 028    | 466    |
| Udon Thani               | 55 326    | 330    |
| Yasothon                 | 19 933    | 148    |
| Bueng Kan                | 13 389    | 38     |
| Ang Thong                | 27 597    | 201    |
| Phra Nakhon Si Ayutthaya | 70 047    | 497    |
| Bangkok                  | 892 757   | 7946   |
| Chainat                  | 7163      | 41     |
| Kanchanaburi             | 52 069    | 350    |
| Lopburi                  | 34 846    | 453    |
| Nakhon Nayok             | 24 321    | 219    |
| Nakhon Pathom            | 82 266    | 778    |
| Nonthaburi               | 141 500   | 483    |
| Pathum Thani             | 85 743    | 1011   |
| Phetchaburi              | 44 492    | 237    |
| Prachuap Khiri Khan      | 44 410    | 224    |
| Ratchaburi               | 86 289    | 473    |
| Samut Prakan             | 238 876   | 1747   |
| Samut Sakhon             | 170 166   | 1011   |
| Samut Songkhram          | 25 735    | 205    |
| Saraburi                 | 53 845    | 511    |
| Sing Buri                | 11 773    | 116    |
| Suphanburi               | 50 338    | 425    |
| Chachoengsao             | 79 784    | 402    |
| Chanthaburi              | 42 836    | 185    |
| Chon Buri                | 229 829   | 1149   |
| Prachinburi              | 52 057    | 285    |
| Rayong                   | 89 402    | 455    |
| Sa Kaeo                  | 39 298    | 183    |
| Trat                     | 18 506    | 199    |
| Chumphon                 | 29 861    | 191    |
| Krabi                    | 25 000    | 152    |
| Nakhon Si Thammarat      | 127 521   | 534    |
| Narathiwat               | 50 679    | 406    |
| Pattani                  | 60 039    | 547    |
| Phang Nga                | 18 156    | 61     |
| Phatthalung              | 38 318    | 216    |
| Phuket                   | 72 933    | 271    |
| Ranong                   | 20 647    | 134    |
| Satun                    | 19 626    | 189    |
| Songkhla                 | 103 317   | 432    |
| Surat Thani              | 48 782    | 283    |
| Trang                    | 28 075    | 180    |
| Yala                     | 58 574    | 395    |
| N/A                      | 173       | -      |
| Tailandia                | 4 497 024 | 30 630 |